# Puna Pau
Puna Pau es un pequeño cráter o cono de ceniza en las afueras de Hanga Roa, en el sudoeste de Isla de Pascua, una isla de Chile en el océano Pacífico. También da su nombre a una de las siete regiones del Parque nacional Rapa Nui. 

## Cantera
En el interior del cráter hay una cantera de escoria roja, única fuente de este material  para los rapanui, usada para esculpir los pukao que pusieron sobre las cabezas de algunos de sus estatuas, llamadas moáis. 
La piedra de Puna Pau se usó también para unos pocos moáis inusuales, incluyendo el moái Tukuturi y también para algunos petroglifos.

## Usos
Algunos ejemplos del uso de escoria roja para Puna Pau:

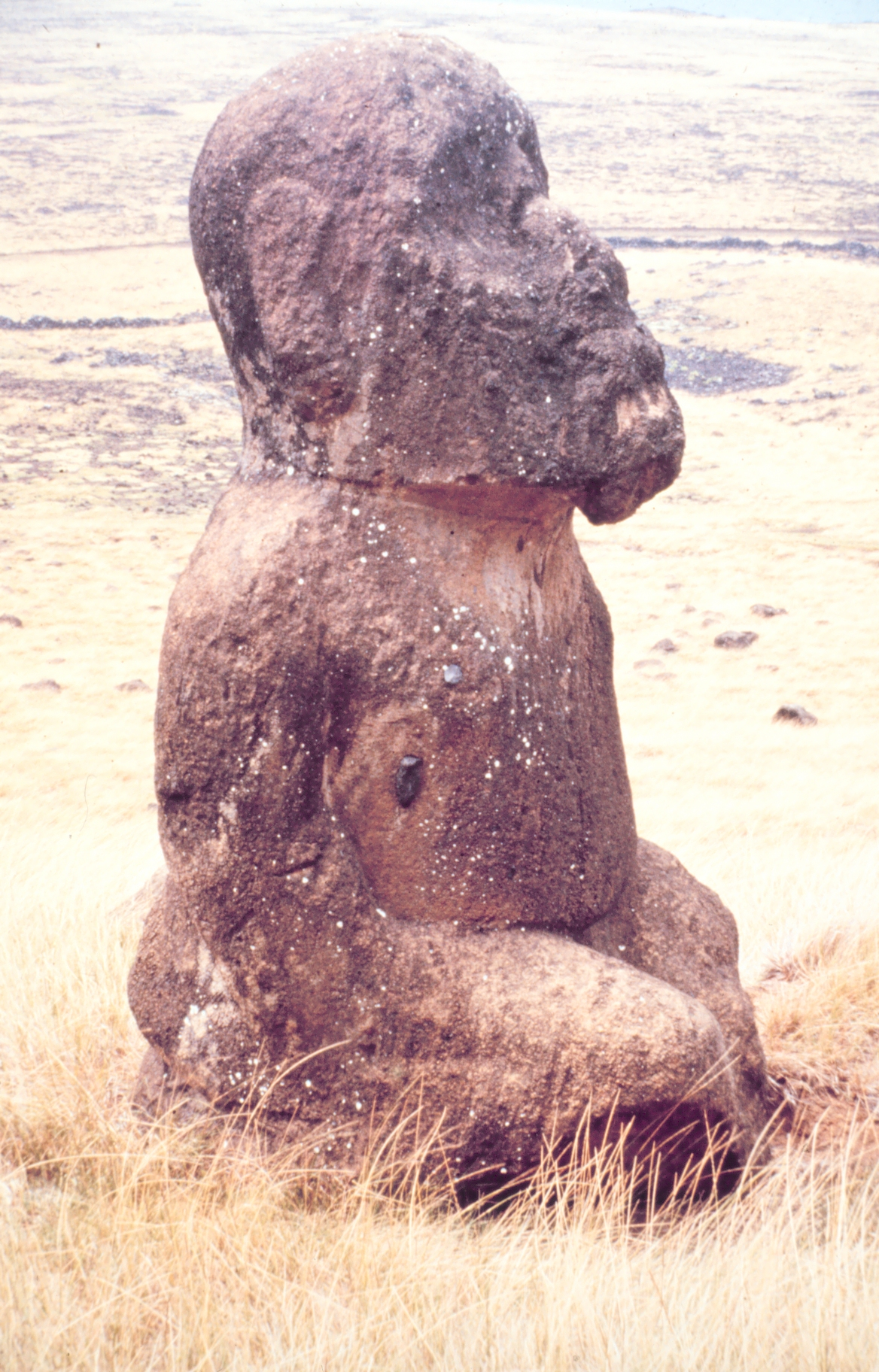
Tukuturi, un moái en Rano Raraku
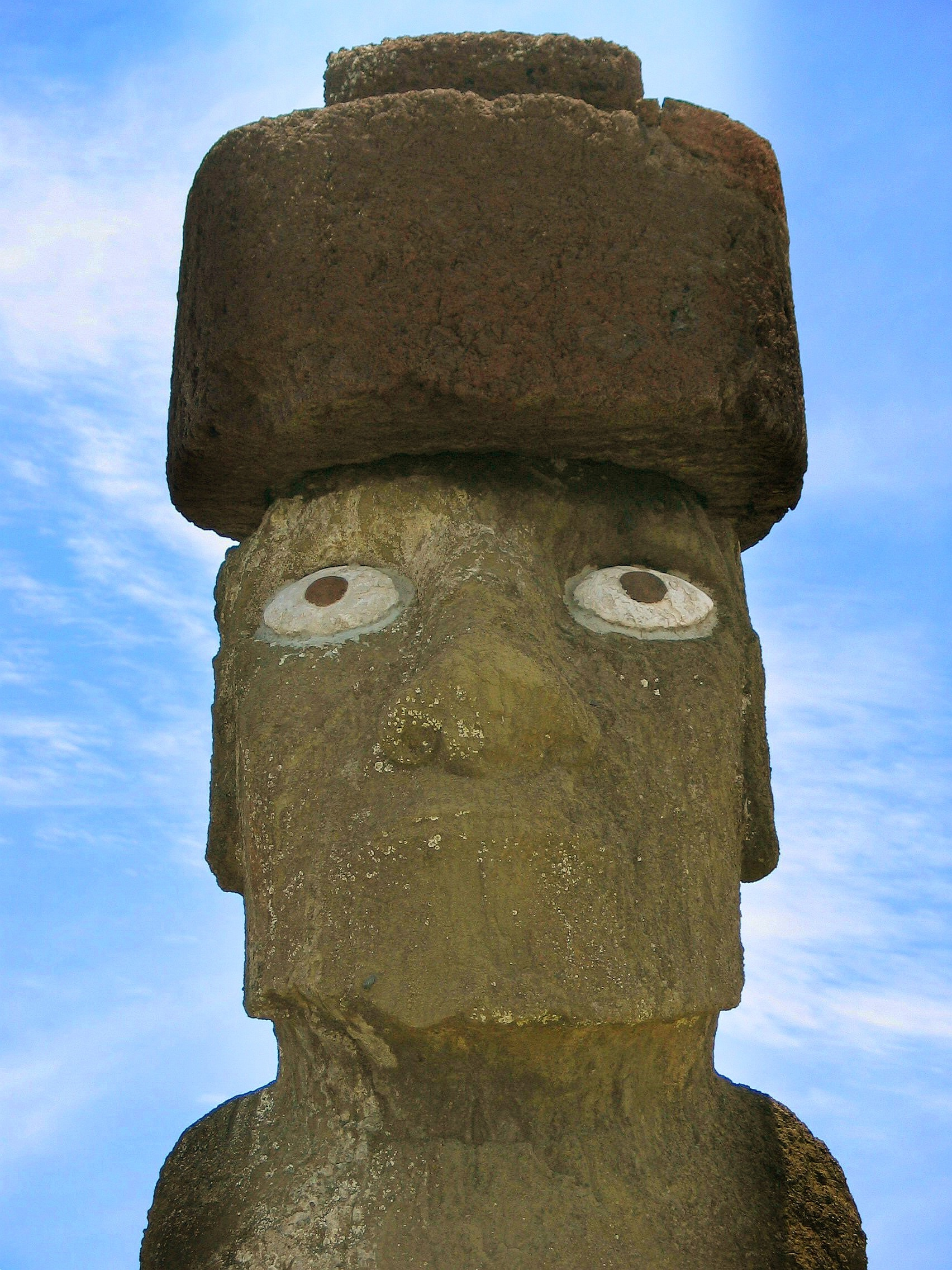
Vista de cerca de un pukao de escoria roja sobre la cabeza de un moái en un ahu
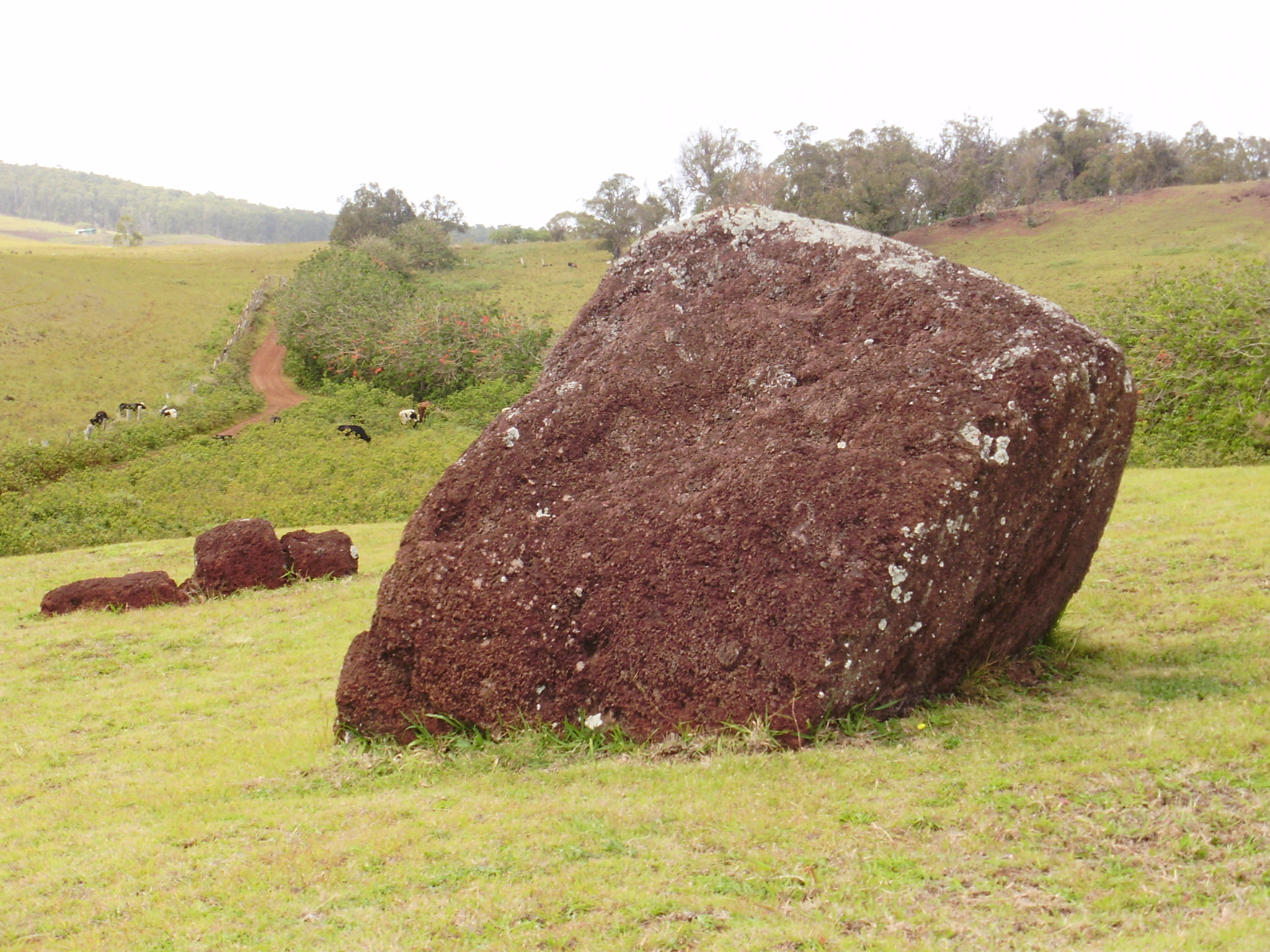
Pukao en Puna Pau